# Piojó
Piojó è un comune della Colombia facente parte del dipartimento dell'Atlantico.
Il centro abitato risale ad un villaggio indigeno scoperto dai colonizzatori spagnoli nel 1533, mentre l'istituzione del comune è dell'11 aprile 1905.